# Ernesto Lamagna
Ernesto Lamagna (Napoli, 1945) è uno scultore italiano.

## Biografia
Ernesto Lamagna, detto Scultore degli angeli, si è formato all'Accademia di Belle Arti di Napoli. Suo è l'Angelo della pace, posto nell'atrio della sede del Consiglio Nazionale delle Ricerche, a Roma. La chiesa dello Spirito Santo, a Torremaggiore (Foggia), ospita opere scultoree di Ernesto Lamagna. Egli ha anche realizzato la statua di San Benedetto il Moro, che si trova a San Fratello (Messina) e la scultura Angelo del terzo Millennio, che è a Barletta. Ha scolpito un Angelo della Luce, per la Basilica di Santa Maria degli Angeli, a Roma, in occasione del Giubileo 2000. La figura in bronzo è sospesa su lastre di rame saldate e illuminata da cristalli grezzi Swarovski. I suoi Angeli degli Artisti, per la Chiesa degli Artisti a Roma, sono in tecnica mista, in volo su lastre di ferro e di rame.

### Portali bronzei
Negli anni novanta Ernesto Lamagna ha realizzato i due portali per accedere alla Basilica di Santa Maria della Vittoria, cattedrale di San Vito dei Normanni. Ha scolpito anche i tre portali di bronzo del complesso del Santuario di Nostra Signora di Bonaria, a Cagliari; del 1975 è la sua porta, per la chiesa parrocchiale Santa Maria della Libera e San Sebastiano, nel Comune di San Severo (Foggia). Sua opera è anche la Porta  della vita, in bronzo, per il santuario Mariano di Rodi Garganico; sue le porte dell'oratorio di San Filippo Neri.

### Vetrate
Per la Basilica di San Pietro Apostolo a Cerignola (Bari) Ernesto Lamagna ha ideato una serie di vetrate con Storie della vita di Cristo, nei toni fondamentali del blu, del turchese e dell'azzurro, con tocchi di verde e di arancio. Nella chiesa dello Spirito Santo a Torremaggiore (Foggia) sono sue la vetrata centrale e quella della cappella del Santissimo, realizzate con inserimento di vetri soffiati a Murano.

### Altre sculture e mostre
Nel 1992, per il Comune di Roma, ha realizzato la medaglia commemorativa del Natale di Roma, che è stata tirata in oro, in argento e in bronzo. Ha scolpito il Martello e la Croce Processionale per il Giubileo del 2000, oggetti sacri che ora sono conservati nel Tesoro dei Musei Vaticani.
Ho scolpito i busti in bronzo di Eduardo De Filippo, del Cardinale Silvio Oddi, dello scienziato Antonio Zichichi, dello scultore Emilio Greco. 
Nel 2003 ha esposto la scultura Ecce mater Dulcissima, alla mostra, aperta nel Pantheon, per celebrare i venticinque anni di pontificato di Giovanni Paolo II.
Espose alla mostra De humanitate, al Parlamento Europeo di Bruxelles e nel 2007 espose a Roma, a Palazzo Venezia, la scultura Vecchio acrobata pazzo, nel contesto della collettiva "Arte, Genio e Follia. Il giorno e la notte dell'artista", curata da Vittorio Sgarbi.
Accolto come accademico, nella Classe degli Scultori, tra i Virtuosi al Pantheon, ne ha coperto la carica di segretario, dal 1998 al 2003.
A ottobre 2021 su invito di Vittorio Sgarbi presso il Mart - Museo d'Arte Moderna di Trento e Rovereto, espone l'installazione Herat Ora Nona. L'opera, a dicembre 2021 è poi esposta presso Palazzo Barbieri, sede del Comune di Verona. Per l'occasione Quinta Parete edita una pubblicazione a tiratura limitata e firmata dall'artista.  